# LHS 2397a
LHS 2397a (LP 732-94 / GJ 3655) es una estrella a 46,5 años luz de distancia del sistema solar. Situada en la constelación de Crater, se localiza aproximadamente al norte de Alkes (α Crateris) y noroeste de Labrum (δ Crateris). En 2002, se anunció el descubrimiento de una enana marrón en una órbita muy próxima a esta estrella.
LHS 2397a es una tenue enana roja de tipo espectral M8V y magnitud aparente +19,57. Se estima que su masa equivale al 9 % de la masa del Sol y su radio al 10 % del radio solar. De muy baja luminosidad, ésta equivale a 2,5 millonésimas de la luminosidad solar.
La estrella conocida más próxima a LHS 2397a es HIP 56157, enana roja distante 3,4 años luz.

## Compañera subestelar
En 2002, se anunció el descubrimiento de una enana marrón muy tenue a una distancia aproximada de 3,0 UA de LHS 2397a. El objeto es de tipo espectral L7, con una masa entre 38 y 70 veces la masa de Júpiter. En contra de lo que se pensaba en un principio, estos sistemas binarios de baja masa parecen ser relativamente corrientes; el descubrimiento del sistema de LHS 2397a trajo consigo el hallazgo de otros once sistemas similares.